# Marcel Capelle
Marcel Capelle (* 25. Februar 1904 in Paris; † 8. April 1996 in Espalion) war ein französischer Fußballspieler auf der Position eines Abwehrspielers. Er war zuletzt für Stade Reims in der Champagne und die Französische Fußballnationalmannschaft aktiv.

## Karriere

### Verein
Seine gesamte Karriere auf Vereinsebene verbrachte Capelle in seiner französischen Heimat. Nach einer Kurzen Station im Kader des FEC Levallois, an der Seite des Torhüters Alex Thépot, wechselte er 1929 zurück in seine Heimatstadt zum Racing Club de France. Hier stand er in seiner Debütsaison, zusammen mit Alexandre Villaplane, André Tassin und dem Spanier Manuel Anatol, im Finale des Coupe de France. Dieses ging jedoch mit 3:1 n. V. gegen den FC Sète verloren. Seinen ersten Vereinstitel gewann Capelle noch vor der Einführung einer Profiliga in Frankreich mit der Regionalmeisterschaft Paris – Ile de France von 1932. Ein Jahr später wechselte er zum südfranzösischen Verein FC Sète. Hier formte Trainer René Dedieu eine Mannschaft, um Spieler wie Ali Benouna und die Torjäger István Lukács und Ivan Bek, die sowohl die Meisterschaft als auch den Coupe de France gewannen. Nach einer kurzen aber erfolglosen Station bei AS Saint-Étienne ließ Capelle seine Karriere bei Stade Reims in der zweitklassigen Division 2 ausklingen.

### Nationalmannschaft
Sein Debüt für die französischen Fußballnationalmannschaft gab Capelle im Alter von 26 Jahren im Freundschaftsspiel gegen Belgien (1:6) am 13. April 1930. Ebenso stand er in den Spielen gegen, die Tschechoslowakei (2:3) und Schottland (0:2), in der Mannschaft der Les Bleus. Zusammen mit Edmond Delfour, Émile Veinante, Alexandre Villaplane und Torhüter André Tassin wurde Capelle aus den Kader des Racing Club de France von Nationaltrainer Raoul Caudron in das Aufgebot der Franzosen zur Fußball-Weltmeisterschaft 1930 in Uruguay berufen. Hier stand er in allen drei Partien, gegen Mexiko (4:1), Argentinien (1:0), Chile (1:0), in der Startelf. In seinen letzten Einsatz am 14. Mai 1931 schrieb er sich in die Geschichtsbücher des französischen Fußballs ein: im Freundschaftsspiel gegen England gelang es den Franzosen erstmals das Mutterland des Fußballs zu besiegen. Zudem war es auch der erste aufgezeichnete Fall eines Trikottauschs, der seither zu einer Tradition für Fußballer auf der ganzen Welt geworden ist. Ein Sieg sollte den Les Bleus erst wieder 24 Jahre später am 15. Mai 1955 gelingen.

### Erfolge
Verein
- Französischer Regionalmeister: 1932
- Französischer Meister: 1934
- Französischer Pokalsieger: 1934